# 3 Brygada Piechoty (UHA)
3 Brygada Piechoty UHA (zwana Bereżańską) – brygada piechoty Armii Halickiej, utworzona na przełomie stycznia i lutego 1919, głównie z żołnierzy grupy bojowej „Nawarija”, należąca do II Korpusu Halickiego.
Dowódcą Brygady został płk Arnold Wolf, a szefem sztabu kpt. F. Zaputowycz.
Brygada składała się z 4 batalionów piechoty, 6 baterii artylerii, sotni kawalerii (28 żołnierzy), szpitala polowego, pododdziałów tyłowych i taborów.
24 kwietnia 1920 opuściła linię frontu i okopała się koło stacji Mytki przy linii kolejowej z Mohylowa do Żmerynki.

## Literatura
- Maciej Krotofil, Ukraińska Armia Halicka 1918-1920, Toruń 2002, ISBN 83-7322-156-5.
- Grzegorz Łukomski, Bogusław Polak, Mieczysław Wrzosek, Wojna polsko-bolszewicka 1919-1920, Koszalin 1990.